# Xian de Fan
Pour les articles homonymes, voir Fan.
Le xian de Fan (范县 ; pinyin : Fàn Xiàn) est un district administratif de la province du Henan en Chine. Il est placé sous la juridiction de la ville-préfecture de Puyang.

## Démographie
La population du district était de 473 590 habitants en 1999.